# Platyrhynque à ailes rousses
Platyrinchus leucoryphus
Espèce
Statut de conservation UICN

 VU A2c+3c+4c : Vulnérable
Le Platyrhynque à ailes rousses (Platyrinchus leucoryphus), aussi appelé Bec-plat à ailes rousses, est une espèce de passereaux de la famille des Tyrannidae.

## Répartition et habitat
Cet oiseau vit à travers le sud de la forêt Atlantique (sud-est du Brésil, est du Paraguay et la selva misionera).